# Roscoea tibetica
Roscoea tibetica là một loài thực vật có hoa trong họ Gừng. Loài này được Alexander Theodorowicz Batalin miêu tả khoa học đầu tiên năm 1895.

## Phân bố
Loài này có trong rừng thông, lùm cây bụi, đồng cỏ núi cao; ở cao độ 2.400-3.800 m tại Tây Tạng, Tứ Xuyên, Vân Nam. Tên gọi trong tiếng Trung là 藏象牙参 (tạng tượng nha sâm) nghĩa là sâm răng voi Tây Tạng.
Quần thể mà e-flora coi là có ở Bhutan và Ấn Độ của loài này hiện nay được coi là loài riêng biệt, với danh pháp là Roscoea bhutanica.

## Mô tả
Cây cao 5–15 cm. Lá 1-3, tạo thành nơ lá; lưỡi bẹ khó thấy, ~0,5 mm; phiến lá hình elip, rộng nhất ở gần gốc, 2-6 × 1-2,5 cm, có lông từ ít thấy đến rậm rạp nhất là khi còn non, đỉnh tù đến nhọn. Cụm hoa được các bẹ lá bao quanh; lá bắc hình elip, 2,2–4 cm. Hoa màu tía hoặc tím, nằm ngay trên nơ lá. Đài hoa có đốm màu nâu, dài 3–4 cm, đỉnh 3 răng. Ống tràng hoa 4–5 cm; thùy trung tâm thuôn dài, có nắp, 1,5-1,7 cm × ~8 mm, đỉnh nhọn đột ngột; các thùy bên hình mũi mác, 1,5-1,8 cm × 4–5 mm. Các nhị lép bên thuôn dài 1-1,3 cm. Cánh môi hơi uốn ngược, hình trứng ngược, 1,4-2,5 × 0,8-1,8 cm bao gồm cả vuốt, thường xẻ thùy sâu hơn 1/2 chiều dài của nó. Bao phấn màu kem; cựa liên kết 3–7 mm. Bầu nhụy hình trụ, ~ 1,5 cm. Ra hoa tháng 6-7.

## Lịch sử phân loại
R. tibetica trước đây được cho là loài đặc biệt duy nhất của chi Roscoea khi có mặt ở cả hai bên của phần chảy về phía nam của sông Brahmaputra. Tuy nhiên, phân tích phát sinh chủng loài phân tử năm 2000 cho thấy quần thể ở phía tây trong địa phận Bhutan, khác biệt với quần thể ở phía đông tại Trung Quốc. Do mẫu định danh R. tibetica thu thập tại huyện Lý Đường, tỉnh Tứ Xuyên, Trung Quốc, nên quần thể ở Bhutan được coi là một loài mới với danh pháp R. bhutanica.
R. tibetica thuộc nhánh Trung Quốc trong khi R. bhutanica thuộc nhánh Himalaya, khớp với dự kiến từ sự phân bố tương ứng của chúng.
Hai loài này có bề ngoài rất giống nhau, ở chỗ chúng đều nhỏ và có một nhóm các lá sát gốc bó chặt. Cây non của hai loài này không dễ phân biệt, nhưng sau này có thể thấy là R. tibetica vẫn giữ nơ lá trong khi R. bhutanica phát triển kiểu sắp xếp lá thành hai hàng. Ngoài ra, ở R. tibetica thì sự nở hoa thường xảy ra trước khi ra lá, đài hoa dài hơn lá bắc, ống tràng dài, thò ra ngoài đài hoa, cánh môi ngắn hơn cánh hoa bên, đỉnh cánh hoa bên nhọn và đỉnh phần phụ tù; trong khi ở R. bhutanica thì sự nở hoa thường xảy ra sau khi đã có vài lá, đài hoa bằng hoặc ngắn hơn lá bắc, ống tràng ngắn, thường nằm trong đài hoa, cánh môi dài hơn cánh hoa bên, đỉnh cánh hoa bên tù và đỉnh phần phụ nhọn.